# Ben Becker

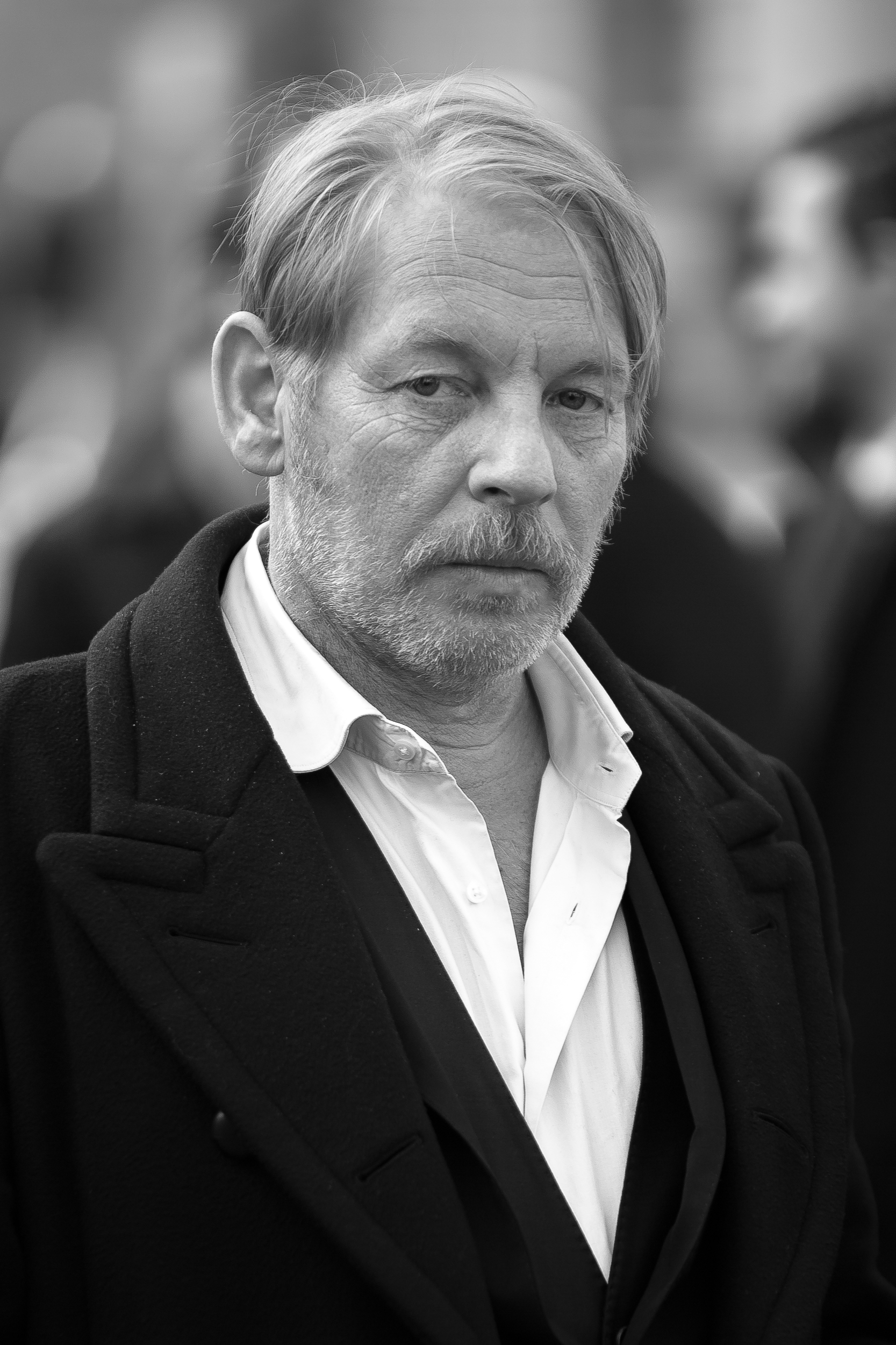
Ben Becker auf der Berlinale 2017

Ben Becker (* 19. Dezember 1964 in Bremen) ist ein deutscher Schauspieler, Synchron- sowie Hörspielsprecher und Sänger. Seinen Durchbruch hatte er 1995 in Joseph Vilsmaiers Romanverfilmung Schlafes Bruder. Er spielte bislang in über 80 Film- und Fernsehproduktionen und wirkte in etlichen Theaterinszenierungen.

## Privatleben
Ben Becker stammt aus einer Künstlerfamilie. Er ist der Sohn von Monika Hansen und Rolf Becker, der Stiefsohn von Otto Sander, der Bruder von Meret Becker sowie der Neffe von Jonny Buchardt. Seine Großmutter mütterlicherseits war die Komikerin Claire Schlichting, sein Großvater war Tänzer. Beckers Eltern trennten sich, als er zehn Jahre alt war. Er wuchs bei seiner Mutter und seinem Stiefvater in Hamburg, Stuttgart und Berlin auf.
Im Herbst 2011 erschien Beckers Autobiographie Na und, ich tanze.
Becker hat mit seiner Ehefrau, die er nach 14 Jahren Beziehung 2012 heiratete, eine Tochter (* 2000) und lebt in Berlin.

## Karriere

### Anfänge und Theater
Becker wirkte bereits als Kind in Hörspielen (u. a. beim RIAS Berlin in George Taboris Die 25. Stunde) mit und übernahm kleinere Filmrollen. Er betätigte sich nach Schulabschluss als Bühnenarbeiter bei der Berliner Schaubühne und erhielt von 1985 bis 1987 in Bremen Schauspielunterricht. Danach erhielt er sein erstes Engagement am Ernst-Deutsch-Theater in Hamburg. Anschließend ging er an das Staatstheater Stuttgart, wo er 1991/92 den Ferdinand in Schillers Kabale und Liebe verkörperte, dann an das Schauspielhaus Düsseldorf, während er 1993/94 in der Rolle des  Tybalt in Shakespeares Romeo und Julia am Deutschen Schauspielhaus in Hamburg agierte.
1999 übernahm er die Hauptrolle in der Dramatisierung von Alfred Döblins Berlin Alexanderplatz am Maxim-Gorki-Theater in Berlin. An den Hamburger Kammerspielen stellte Becker 2001 einen Kindsmörder in Neil LaButes Bash: Stücke der letzten Tage dar, der alleine auf einem Stuhl sitzend über seine Tat erzählt. Regie führte in diesem Stück Peter Zadek. Spiegel Online nannte die Inszenierung damals „grausam gut“.
2009 spielte und sprach Becker den Erzähler in der Arena-Theater-Produktion Ben Hur Live im deutschsprachigen Raum. Von 2009 bis 2012 gab Becker bei den Salzburger Festspielen den Tod im Jedermann.

### Film und Fernsehen
Im Kino fiel Becker erstmals 1991 in dem Roadmovie Das serbische Mädchen auf. Er verkörperte darin den arroganten deutschen Freund der schwangeren serbischen Titelheldin. 1994 übernahm er die Rolle des in den Protagonisten verliebten Peter in Joseph Vilsmaiers Film Schlafes Bruder, der 1995 seine Uraufführung fand. In der Filmbiografie Comedian Harmonists verkörperte er 1997 den Sänger Robert Biberti. 1999 spielte er in Rosa von Praunheims Der Einstein des Sex den schwulen Aktivisten Adolf Brand neben seiner Mutter, seinem Stiefvater und seiner Schwester. 2005 spielte er in dem Kunst-Trashfilm Santos – Heldentaten die keiner braucht, in welchem sein Freund und Kameramann Peppi Streich ihn dabei filmte, wie er in einem Wrestler-Kostüm auf den Berliner Straßen und Kneipen skurrile Aktionen vollführte. 2007 war er in der Fernsehdokumentation Luther – Kampf mit dem Teufel als Reformator Martin Luther zu sehen. Für Niki Steins Tragikomödie Der Tiger oder Was Frauen lieben! stand er 2008 in der Titelrolle des Zuhälters „Tiger“ neben Herbert Knaup und Susanne Lothar vor der Kamera. 2013 war er Hieronymus Carl Friedrich von Münchhausen in der NDR/arte-Dokumentation Münchhausen – Die Geschichte einer Lüge. In dem Fernsehfilm Emma nach Mitternacht – Der Wolf und die sieben Geiseln übernahm er 2016 die Rolle des psychisch labilen Geiselnehmers Wolf Marx. In dem ZDF-Dreiteiler Der gleiche Himmel spielte er 2017 an der Seite von Tom Schilling den West-Berliner Führungsoffizier Ralf Müller, der mit der Stasi kooperiert. In Florian Henckel von Donnersmarcks Werk ohne Autor war er 2018 in der Rolle des Vorarbeiters zu sehen. 2022 spielte Becker als Musikmanager Fred Miekley in einer der Hauptrollen in dem Dokudrama Rex Gildo – Der letzte Tanz von Rosa von Praunheim.
Wiederholt spielte er mit seiner Familie auf der Bühne und vor der Kamera. 1994 war er neben seiner Mutter, seinem Stiefvater und seiner Schwester im Polizeiruf 110: Totes Gleis in der Rolle des Streckenwärters Jobst Dettmann zu sehen. Über den Sex-Pistols-Bassisten Sid Vicious schrieb und inszenierte Ben Becker 1995 das Theaterstück Sid & Nancy, wobei seine Schwester Meret in der tragischen Liebesgeschichte die Rolle der manischen Nancy Spungen übernahm. Die Theaterproduktion verlief extrem chaotisch, musste mehrfach unterbrochen werden und stand mehrfach auf der Kippe, bis sie endlich in der damaligen Szene-Kneipe Ex’n’Pop aufgeführt werden konnte. Die Proben wurden vom Regisseur Uli M Schueppel mit der Kamera begleitet, der aus dem Material den 1996 erschienenen Dokumentarfilm Sid&Nancy/Ex&Pop machte. 2013 war er an der Seite seiner Schwester in dem Märchenfilm Die kleine Meerjungfrau in der Rolle des Meerkönigs zu sehen. 2022 spielte Becker als vermeintlicher Polizist Ulrich Zweigert in der Folge Ein guter Mensch der ARD-Krankenhausserie In aller Freundschaft erstmals neben seinem leiblichen Vater Rolf Becker.

### Musik
Ben Becker ist wie seine Schwester Meret als Musiker aktiv. 1997 wurde die Platte Und Lautlos Fliegt Der Kopf Weg veröffentlicht, 2001 folgte Wir heben ab. Beide Alben nahm Becker mit der Zero Tolerance Band (Ulrik Spies und Jacki Engelken) auf. Als Sänger ist Becker auch auf der CD Große Freiheit: Lieder & Geschichten aus Sankt Pauli aus dem Jahr 2005 zu hören.
2012 trat Becker in den Konzert-Inszenierungen Eines langen Tages Reise in die Nacht und Den See im Hamburger St. Pauli Theater auf und interpretierte verschiedene Lieder, die von ihm und seinem musikalischen Leiter, dem Komponisten Yoyo Röhm, geschrieben wurden.
Im Juni 2014 trat Becker als Ansager beim Comeback-Konzert der Deutschrock-Band Böhse Onkelz am Hockenheimring auf. Diese Ansage, bei der Becker dreieinhalb Minuten ins Mikrofon brüllte, wurde von der Presse als „Blamage“ oder zumindest als „obskur“ bewertet.
Das 2020 erschienene selbstbetitelte Album der Band eröffnete Becker mit dem von ihm gesprochenen Prolog.

### Weitere künstlerische Tätigkeiten

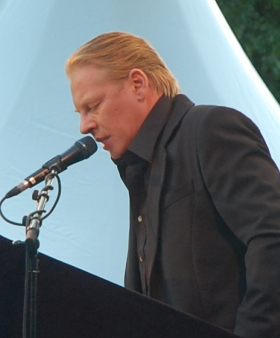
Ben Becker liest aus der Bibel (Katholikentag 2008 in Osnabrück)

Becker eröffnete im Jahr 2000 gemeinsam mit Dimitri Hegemann die Kneipe „Trompete“ am Lützowplatz in Berlin-Tiergarten. In den 2000er Jahren war Ben Becker Werbeträger für die Eichbaum-Brauereien.
In dem von März 2001 bis November 2015 erschienenen Rilke Projekt des Komponisten- und Produzententeams Schönherz & Fleer, das Werke des Lyrikers Rainer Maria Rilke vertont, wirkte er an der Seite von Nina Hagen, Xavier Naidoo, Mario Adorf, Hannelore Elsner und der Opernsängerin Montserrat Caballé mit.
Für Oktober 2008 war eine Lesereihe angesetzt, in der Ben Becker aus der Bibel las, musikalisch begleitet von der Zero Tolerance Band und dem Deutschen Filmorchester Babelsberg unter der Leitung des Dirigenten Peter Christian Feigel, nachdem das Programm ein Jahr zuvor im Berliner Tempodrom seine Premiere gefeiert hatte. Neben dem Rezitieren von alt- und neutestamentlichen Texten brachte Becker Lieder von Johnny Cash, Elvis Presley und Dolly Parton zu Gehör, aber auch klassische Werke wie von Gustav Mahler. Zu dieser Darbietung Die Bibel – Eine gesprochene Symphonie gibt es ein Doppel-CD-Hörbuch.
Becker veröffentlichte zwischen 2009 und 2014 vier Kinderbücher – jeweils mit der Hauptfigur Bruno und von Annette Swoboda illustriert: Bruno – der Junge mit den grünen Haaren, Brunos Weihnachten, Geschichten vom Bruno mit den grünen Haaren und Bruno auf großer Fahrt.
Mit dem Komponisten Yoyo Röhm tourte er 2014 mit seiner Literatur-Performance Der ewige Brunnen durch Deutschland, die eine von ihm getroffene Auswahl deutscher Dichtkunst beinhaltete.

### Kontroverse um die Hells Angels
Becker sympathisiert nach eigener Aussage mit den Hells Angels. So sang er einen Hells-Angels-Song und war Sprecher in einer Video-Botschaft, die durch den Club veröffentlicht wurde. In seiner Biografie beschreibt er ihre „Unnahbarkeit und Gefahr“, die für ihn eine „Schönheit“ habe. Ihn interessiere nicht, „was sie angeblich sonst so treiben“. 2011 spielte er eine tragende Rolle in dem Hells-Angels-Film 81 – The Other World, „er führt mit seinen positiven Statements zu den Hells Angels quasi durch den Film“.

## Filmografie

### Kino
- 1983: Eine Liebe in Deutschland
- 1986: Whopper Punch 777
- 1991: Das serbische Mädchen
- 1992: Herzsprung
- 1995: Schlafes Bruder
- 1997: Comedian Harmonists
- 1999: Südsee, eigene Insel
- 1999: Ein Lied von Liebe und Tod – Gloomy Sunday
- 1999: Der Einstein des Sex
- 2000: Marlene
- 2000: Otto – Der Katastrofenfilm
- 2001: Frau2 sucht HappyEnd
- 2001: Planet Alex
- 2001: So weiß wie im Schnee
- 2001: Sass
- 2005: Max und Moritz Reloaded
- 2005: Ein ganz gewöhnlicher Jude
- 2006: Esperanza
- 2008: Die Rote Zora
- 2008: Chaostage – We Are Punks!
- 2010: Habermann
- 2012: Das Kind
- 2014: Seven Deaths Of A Bird
- 2014: Rheingold – Gesichter eines Flusses (Stimme)
- 2014: Von jetzt an kein Zurück
- 2017: Ich, Judas
- 2018: Werk ohne Autor
- 2022: Karigula – Monster der Liebe

### Fernsehen

#### Fernsehfilme
- 1986: Vertrauen gegen Vertrauen
- 1987: Eine geschlossene Gesellschaft (Zweiteiler)
- 1992: Die Serpentintänzerin
- 1992: Landschaft mit Dornen
- 1994: Julian H. entführt – Qualen einer Mutter
- 1996: Die Bibel – Samson und Delila (Zweiteiler)
- 1996: Alles nur Tarnung
- 1997: Gegen den Strom
- 1999: Sturmzeit (Fünfteiler, Folgen I–III)
- 1999: E-M@il an Gott
- 2001: Trenck – Zwei Herzen gegen die Krone
- 2007: Luther – Kampf mit dem Teufel (Dokumentation)
- 2009: Der Tiger oder Was Frauen lieben!
- 2013: Münchhausen – Die Geschichte einer Lüge
- 2013: Die kleine Meerjungfrau
- 2015: Freundinnen – Alle für eine
- 2016: Emma nach Mitternacht – Der Wolf und die sieben Geiseln
- 2017: Der gleiche Himmel (Dreiteiler)
- 2022: Rex Gildo – Der letzte Tanz (Dokudrama)

#### Fernsehserien und -reihen
- 1987: Tatort: Tod im Elefantenhaus
- 1987: Derrick (Folge Ein Weg in die Freiheit)
- 1987: Ein Fall für TKKG (Folge Überfall im Hafen)
- 1988: Lindenstraße (Folge Besuch aus Berlin)
- 1988: Der Alte (Folge 125: Schweigen für immer)
- 1988: Der Alte (Folge 135: Ein ganz gewöhnlicher Mord)
- 1989: Der Landarzt (9 Folgen)
- 1989: Die Männer vom K3 (Folge Augen zu und durch)
- 1990: Der Fahnder (Folge Das schwarze Schaf)
- 1991: Tatort: Tod im Häcksler
- 1992: Ein Fall für zwei (Folge Schweigen ist Geld)
- 1993: Die Männer vom K3 (Folge Made in Hongkong)
- 1994: Polizeiruf 110: Arme Schweine
- 1994: Polizeiruf 110: Totes Gleis
- 1995: Tatort: Die Kampagne
- 1995: A.S. – Gefahr ist sein Geschäft (Folge Der kleine Bruder)
- 1995: Doppelter Einsatz (Folge Wechselgeld)
- 1996: Die Drei (verschiedene Rollen, zwei Folgen)
- 1998: Polizeiruf 110: Das Wunder von Wustermark
- 1998: Tatort: Bienzle und der Champion
- 1998: Bella Block: Geflüsterte Morde
- 2004: Das Traumschiff – Australien
- 2005: Polizeiruf 110: Dettmanns weite Welt
- 2008: Unter Verdacht: Brubeck
- 2012: Nachtschicht – Geld regiert die Welt
- 2014: Stubbe – Von Fall zu Fall: Der König ist tot
- 2014: Tatort: Der Fall Reinhardt
- 2016: Emma nach Mitternacht – Der Wolf und die sieben Geiseln
- 2016: Allmen und das Geheimnis der Libellen
- 2017: Der Kriminalist (Folge Der Krieger)
- 2018: Polizeiruf 110: Crash
- 2019: Notruf Hafenkante (Folge Auf der Straße)
- 2019: Tatort: Die Pfalz von oben
- 2020: Tatort: Das Team
- 2022: In aller Freundschaft (Fernsehserie, Folge Ein guter Mensch)
- 2023: Boom Boom Bruno (6 Folgen)
- 2025: Gerry Star (3 Folgen)

### Musikvideos
- 1999: Die Toten Hosen – Schön sein
- 2008: Udo Lindenberg – Wenn du durchhängst

### Synchronrollen
- 2006: Ab durch die Hecke als Vincent für Nick Nolte
- 2006: Happy Feet als Lovelace für Robin Williams
- 2011: Happy Feet 2 als Lovelace für Robin Williams
- 2013: Die Bücherdiebin als Erzähler/Tod
- 2016: The Jungle Book als Shir Khan für Idris Elba

## Hörspiele
- 1978: George Tabori: Die 25. Stunde, Regie: George Tabori (RIAS Berlin)
- 1986: Die drei Fragezeichen, Folge 40, Die drei Fragezeichen und der Automarder (Europa Hörspiel)
- 1987: Barbie's Party am Strand (Europa Hörspiel)
- 2009: Der Ideenfabrikant (Hauptrolle), Regie: Wolfsmehl und Konrad Halver
- 2018: Danke für Nichts (Biografie der Böhsen Onkelz)

## Diskografie
- 1997: Und lautlos fliegt der Kopf weg (zusammen mit Ulrik Spies und Jacki Engelken unter dem Namen Ben Becker & The Zero Tolerance Band) (der Song Brian Jones erschien auf mehreren Auskopplungen)
- 1999: Soundtrack „Gloomy Sunday“; Song: „Das Lied vom traurigen Sonntag“
- 2000: Kooperation mit Xavier Naidoo auf dem Sampler Rilke-Projekt, der das Werk des großen österreichischen Dichters musikalisch untermalt.
- 2001: Soundtrack Frau 2 sucht Happy End (Song „Engel wie wir“)
- 2001: Wir heben ab
- 2001: Fieber – Tagebuch Eines Aussätzigen Becker liest Kinski-Gedichte (Musik: Alexander Hacke)
- 2005: Ben Becker spricht Jack London „Der Seewolf“
- 2005: Große Freiheit: Lieder & Geschichten aus St. Pauli
- 2006: Bertolt Brecht vorgestellt von Ben Becker (Serie „Spuren: Menschen, die uns bewegen“; 9)
- 2006: Bertolt Brecht: Auszüge aus dem Arbeitsjournal 1948–1954; gelesen von Ben Becker
- 2007: Tour und Hörbuch zu Alfred Döblins Berlin Alexanderplatz
- 2007: Die Bibel – Eine gesprochene Symphonie (mit der Zero Tolerance Band und dem Deutschen Filmorchester Babelsberg)
- 2008: Sehnsucht von Schiller / Christopher von Deylen (Songs „Nacht“ und „Vor der Zeit“)
- 2010: Bruno – Der Junge mit den grünen Haaren und Brunos Weihnachten …und Halali (mit Ben Becker als Erzähler und seiner Tochter Lilith Maria Dörthe Becker als Bruno)
- 2013: Blutsbrüder: Ein Berliner Cliquenroman von Ernst Haffner
- 2015: Gute Nacht, Bruno (Der Junge mit den grünen Haaren) und Traumsong erschienen auf Various Artists – Gute Nacht Sterne (CD). Sony Music Entertainment Germany GmbH.[25]

## Werke
- Na und, ich tanze. Autobiographie (mit Fred Sellin), München 2011, ISBN 978-3-426-27536-8

„Bruno“-Kinderbücher mit Illustrationen von Annette Swoboda
- Bruno – der Junge mit den grünen Haaren. Reinbek 2009, ISBN 978-3-499-21503-2
- Brunos Weihnachten … und Halali. Reinbek 2010, ISBN 978-3-499-21572-8
- Geschichten vom Bruno mit den grünen Haaren. Ravensburg 2013, ISBN 978-3-473-36854-9
- Bruno auf großer Fahrt. Ravensburg 2014, ISBN 978-3-473-36873-0

## Auszeichnungen
- 1991: Adolf-Grimme-Preis mit Silber (zusammen mit Uwe Saeger, Bernd Böhlich und Martin Schlesinger) für seine darstellerische Leistung in Landschaft mit Dornen
- 1995: Adolf-Grimme-Preis mit Gold für seine Darstellung des Jobst Dettmann in der Folge Totes Gleis der Krimi-Reihe Polizeiruf 110 (zusammen mit Bernd Böhlich, Leo P. Ard, Michael Illner und Otto Sander)
- 1997: Berliner Bär (B.Z.-Kulturpreis)
- 1998: Goldene Kamera für seine Darstellung des Robert Biberti in Comedian Harmonists
- 1998: Bayerischer Filmpreis: Sonderpreis (zusammen mit Heino Ferch, Ulrich Noethen, Heinrich Schafmeister, Max Tidof, Kai Wiesinger) für Comedian Harmonists
- 2000: Publikumspreis Goldener Vorhang
- 2013: Askania Award